# 111 Tauri
111 Tauri, som är stjärnans Flamsteed-beteckning, är en vid dubbelstjärna belägen i den västra delen av stjärnbilden Oxen, som också har variabelbeteckningen V1119 Tauri. Den har en genomsnittlig skenbar magnitud på ca 5,11 och är svagt synlig för blotta ögat där ljusföroreningar ej förekommer. Baserat på parallaxmätning inom Hipparcosuppdraget på ca 69,5 mas, beräknas den befinna sig på ett avstånd på ca 47 ljusår (ca 14 parsek) från solen. Den rör sig bort från solen med en heliocentrisk radialhastighet av ca 38 km/s. Den har gemensam egenrörelse med HIP 25220, en aktiv stjärna av spektralklass K4 V och har också differentiell rotation där rotationshastigheten varierar med latitud.. Båda stjärnorna ingår i rörelsegruppen Hyaderna av stjärnor med gemensam egenrörelse.

## Egenskaper
Primärstjärnan 111 Tauri A är en gul till vit stjärna i huvudserien av spektralklass F8 V.  Den har en massa som är ca 1,1 solmassor, en radie som är ca 1,7 solradier och utsänder ca 1,8 gånger mera energi än solen från dess fotosfär vid en effektiv temperatur på ca 6 000 K. Stjärnan roterar relativt snabbt och fullbordar en rotation på 3,5 dygn jämfört med 25 dygn för solen.
Metalliciteten hos primärstjärnan, som anger andelen andra element än väte och helium, liknar solen. Uppskattningar av [Fe/H], som är logaritmen för förhållandet järn till väte jämfört med solen, sträcker sig från ett lågt värde av -0,14 till ett högt av 0,05. Den visar ett ovanligt högt innehåll av litium, som hittills (2020) är oförklarligt. Åldersberäkningar för stjärna varierar från 3,6 till 3,76 miljarder år, men den senaste åldersbestämningen anger istället en mycket ung stjärna med en ålder av 20 till 50 miljoner år.
Stjärnan har undersökts med avseende på ett överskott av infraröd strålning som kan tyda på att den har en omgivande stoftskiva utan att något betydande överskott har observerats, men den är en framträdande källa till röntgenstrålning.
111 Tauri, eller V1119 Tauri, är en roterande variabel av BY Dra-typ (BY), som varierar mellan visuell magnitud +4,98 och 5,02 med en period av 3,6499 dygn.